# Un grand sommeil noir
Un grand sommeil noir ("Un gran sonno nero") è una composizione musicale per pianoforte e soprano di Edgard Varèse, scritta nel 1906.
Il testo cantato è tratto dall'omonima poesia di Paul Verlaine, nella raccolta Sagesse.

## Descrizione
Un grand sommeil noir fu scritto da Varèse all'età di 23 anni mentre studiava al conservatorio di Parigi, ed è l'unico suo lavoro giovanile pervenutoci. Si conoscono infatti almeno sei opere precedenti, ma sono andate perdute o sono state distrutte dallo stesso compositore in momenti successivi.
La grande importanza di Un grand sommeil noir, nonostante la sua brevità, risiede nel fatto di essere l'unico riferimento per conoscere la sensibilità musicale di Varèse prima del periodo dedicato alle sperimentazioni, inaugurato nel 1921 con Amériques. Un grand sommeil noir ricalca la musica romantica del secolo precedente, soprattutto per la presenza del soprano e del pianoforte usato melodicamente, che costituisce un'eccezione nei lavori di Varèse. Nelle composizioni della maturità, infatti, il pianoforte è quasi sempre trattato alla stregua di una percussione, come in Ionisation (1931).